# 維利什卡
50°13′59″N 29°39′14″E / 50.23306°N 29.65389°E
維利什卡（烏克蘭語：Вільшка）是烏克蘭北部的村莊，隸屬日托米爾州的日托米爾區。該村始建於1628年，面積86.99平方公里，海拔高度188米，2001年人口185。